# بنو صاروخان
بنو صاروخان وهم أحد أمراء الأناضول خلال الفترة الثانية والذين حكموا خلال القرن الرابع عشر، ظهرت هذه الإمارة بعد اضمحلال قوة سلطنة سلاجقة الروم وهم من قبائل الترك الغزيين وحكموا منطقة كانت عاصمتها مدينة مانيسا.
مؤسس هذه الإمارة هو صاروخان بك، زعيم أحد القبائل. أسس الإمارة في حوالي عام 1300م واستمرت حتى عام 1390م عندما اجتاحت جيوش السلطان بايزيد الأول المنطقة، وفي عام 1410م قام السلطان العثماني محمد الأول بقتل خضر شاه بك، آخر حُكام بني صاروخان، وضم الإمارة كليًاً إلى الدولة العثمانية باعتبارها محافظة.

## التاريخ
كان صاروخان بك من أحفاد الخوارزميون وخدم كقائد عسكري لدى سلطان سلاجقة الروم. بدأ صاروخان كحاكم لإمارة كرمايان. ثم في بداية القرن الرابع عشر الميلادي بدأ بالسيطرة على بعض الأراضي التابعة للبيزنطيين ليبدأ بتأسيس إمارة مركزها مدينة مانيسا، وقد شملت الأراضي التي ضمها مدن مثل مينمين وغوردس (بالتركية: Gördes)‏ ودمیرجی (بالتركية: Demirci)‏ بمانيسا، وكمال باشا (بالتركية: Kemalpaşa)‏ بإزمير وتورغوتلو وآق حصار.
|  |  |  |

|  |  |  |

## قائمة الحكام
| 1313-1345 | صاروخان بك                                       | صاروخان بك                                       | صاروخان بك                                       | صاروخان بك                                       |
| 1345-1374 | فخر الدين إلياس بن صاروخان                       | فخر الدين إلياس بن صاروخان                       | فخر الدين إلياس بن صاروخان                       | فخر الدين إلياس بن صاروخان                       |
| 1374-1388 | مظفر الدين عشق                                   | مظفر الدين عشق                                   | مظفر الدين عشق                                   | مظفر الدين عشق                                   |
| 1388-1391 | خضر شاه بك                                       | خضر شاه بك                                       | خضر شاه بك                                       | خضر شاه بك                                       |
| 1391-1402 | انضمام الإمارة إلى الدولة العثمانية              | انضمام الإمارة إلى الدولة العثمانية              | انضمام الإمارة إلى الدولة العثمانية              | انضمام الإمارة إلى الدولة العثمانية              |
| 1402-1410 | خضر شاه بك                                       | خضر شاه بك                                       | خضر شاه بك                                       | خضر شاه بك                                       |
| 1410      | مقتل خضر شاه بك وضم الإمارة إلى الدولة العثمانية | مقتل خضر شاه بك وضم الإمارة إلى الدولة العثمانية | مقتل خضر شاه بك وضم الإمارة إلى الدولة العثمانية | مقتل خضر شاه بك وضم الإمارة إلى الدولة العثمانية |